# 2022年世界陸上競技選手権大会ブルンジ選手団
2022年世界陸上競技選手権大会ブルンジ選手団は、2022年7月15日から7月24日までアメリカ合衆国のユージーンで開催された第18回世界陸上競技選手権大会のブルンジ選手団。

## 選手団
- 人員: 選手 3人

## 選手名簿・結果
| 選手                     | 種目         | 結果          | 順位 |
| ------------------------ | ------------ | ------------- | ---- |
| ロドリゲ・クウィゼラ     | 男子10000m   | 28分01秒49    | 16位 |
| エギデ・ヌタカルティマナ | 男子10000m   | 28分24秒07    | 18位 |
| オリヴィエ・イラバルタ   | 男子マラソン | 2時間12分00秒 | 32位 |